# Cornwallská kuchyně

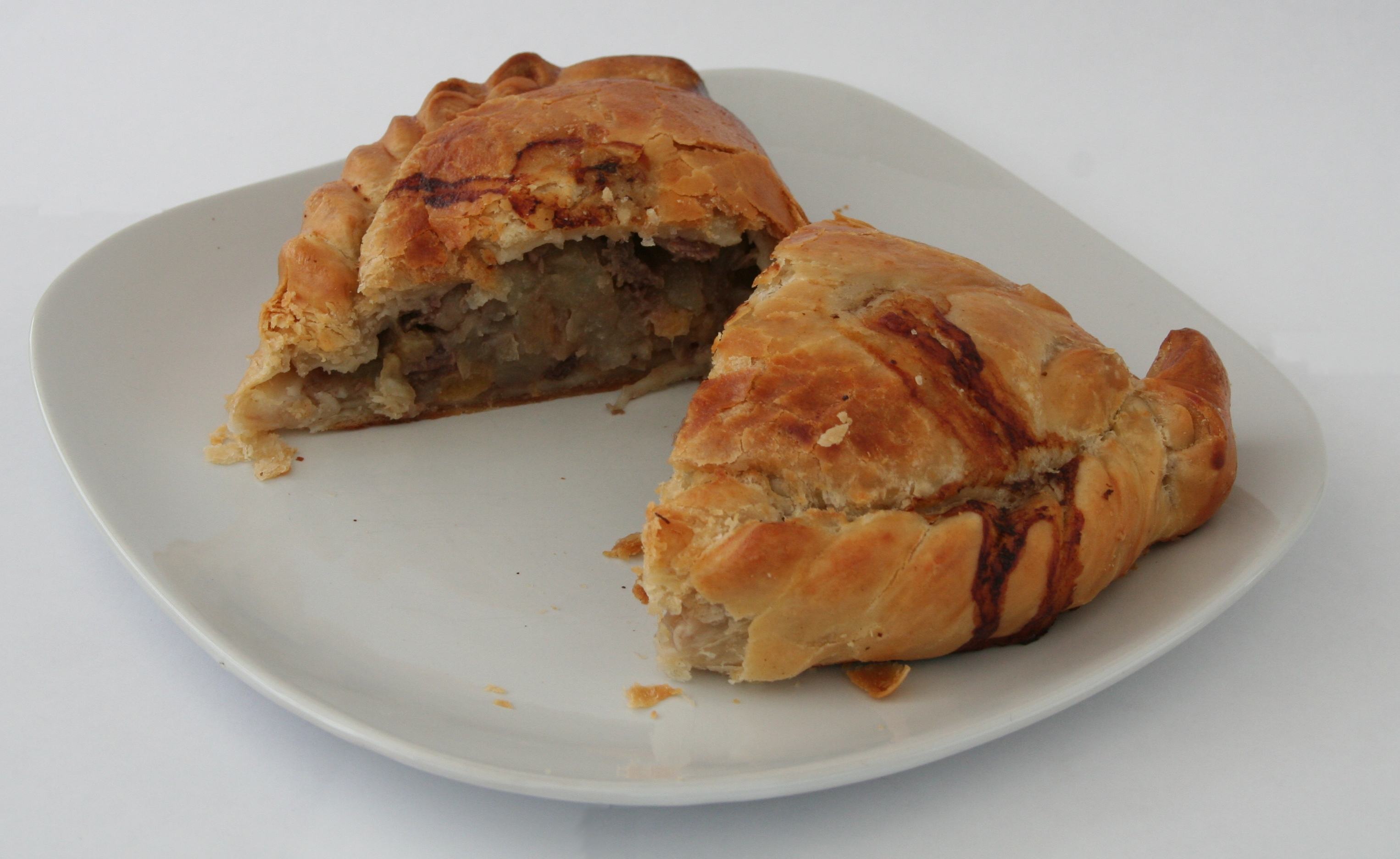
Pasty

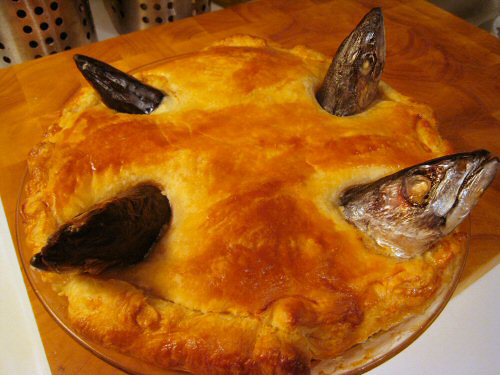
Stargazy pie

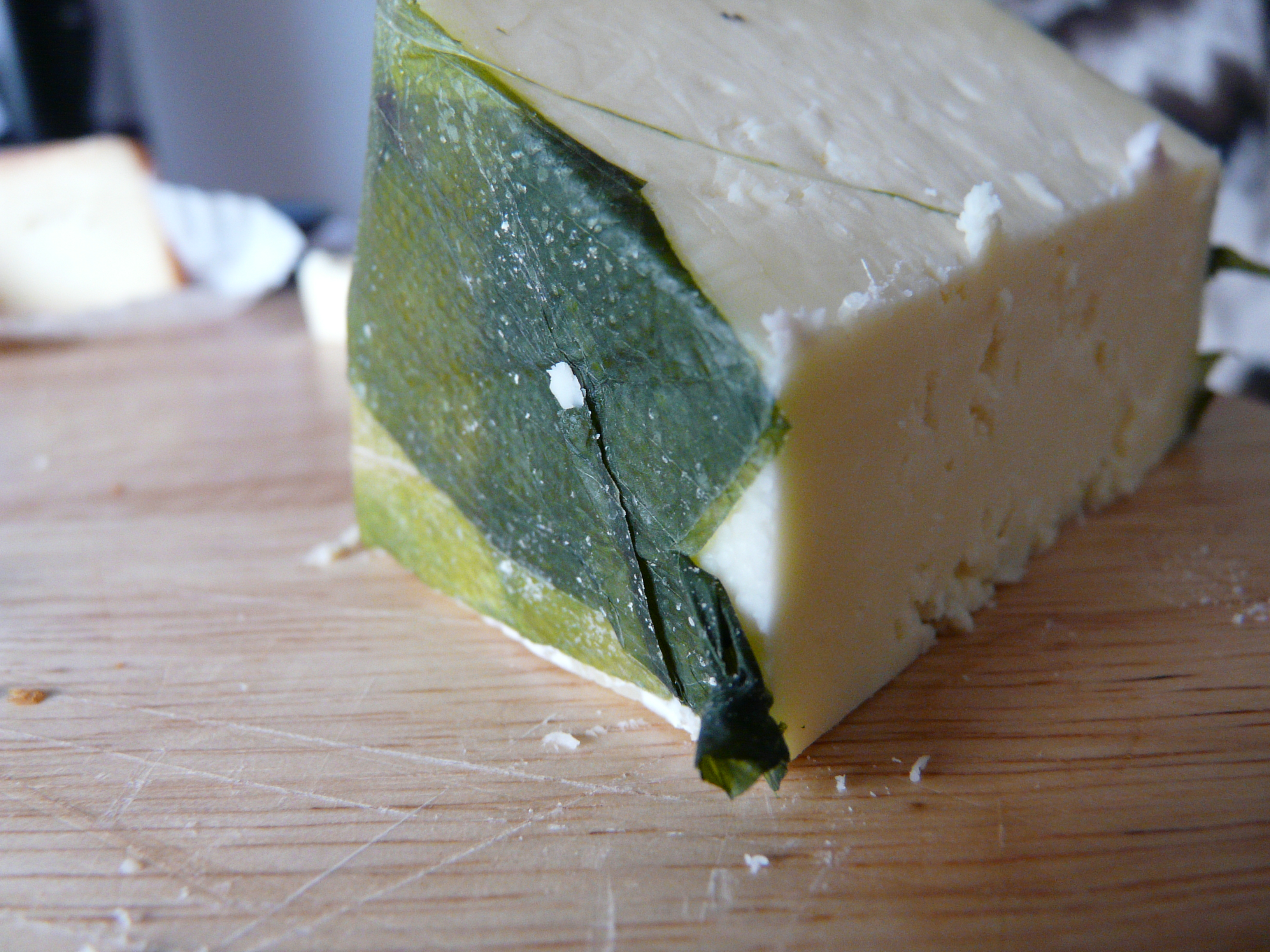
Yarg

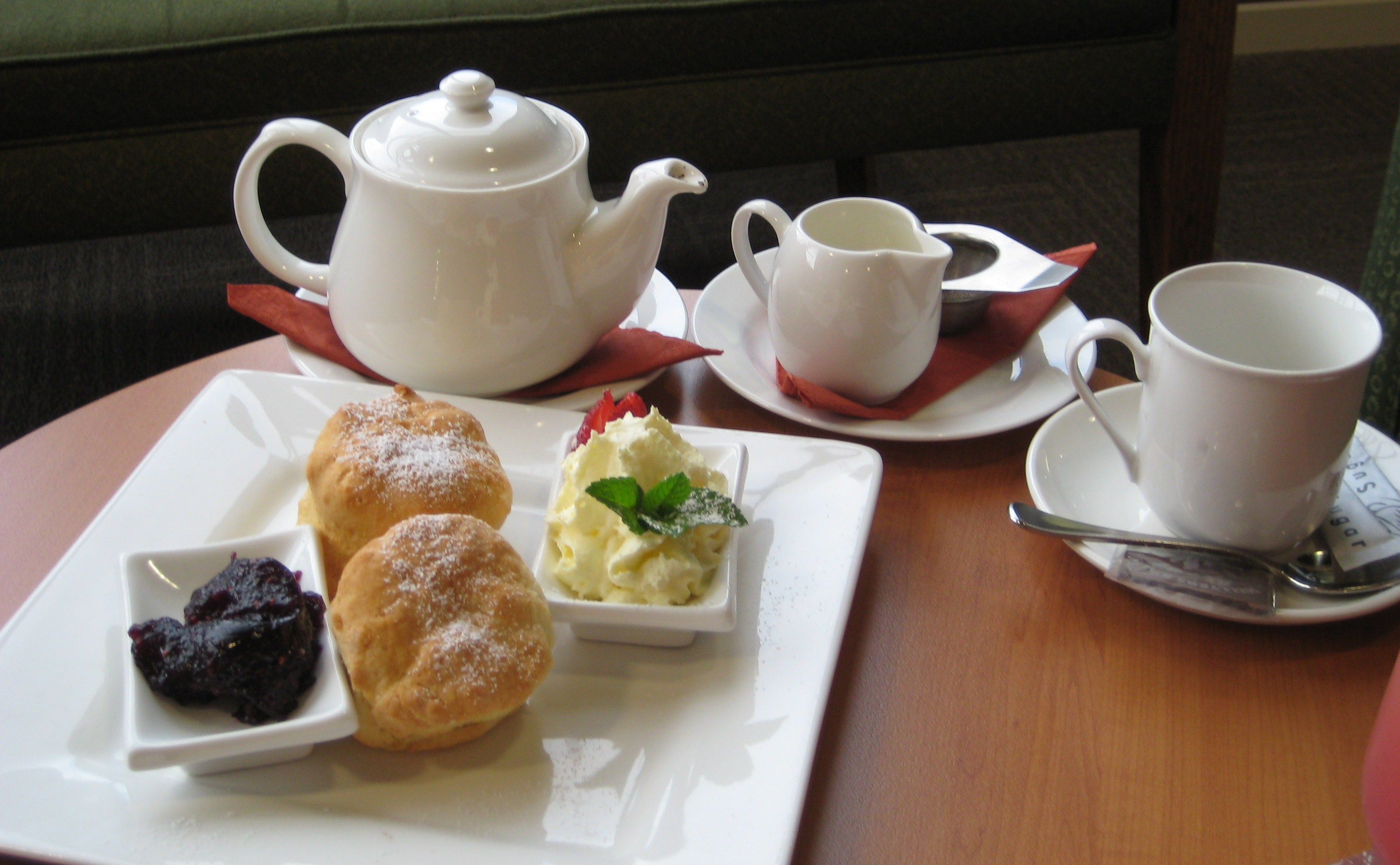
Cream tea, s čajem, socones, džemem a clotted cream

Cornwallská kuchyně, kuchyně poloostrova Cornwall ve Velké Británii je tradiční kuchyní, odovozené z tradic keltského kornského národa, ale byla ovlivněna i anglickou kuchyní (především devonskou). Cornwall je obklopen ze třech stran mořem, a tak je logické, že se v cornwallské kuchyni používá mnoho ryb a mořských plodů, Cornwall je znám svou produkcí sardinek a krabů. Cornwall je ale také znám svou produkcí mléčných výrobků a různého pečiva (sušenek, masových koláčů).

## Příklady cornwallských pokrmů
Příklady cornwallských pokrmů:
- Pasty, kapsa těsta plněná kořeněnou směsí masa a brambor, tradiční pokrm horníků. Jeden z nejikoničtějších pokrmů Cornwallu.
- Meat pie, masový koláč
- Stargazy pie, masový koláč s rybím masem, ze kterého čouhají rybí hlavy
- Squab pie, krusta z křehkého těsta, plněná skopovým masem a jablky
- Clotted cream, hustá smetana
- Cornish fairing, zázvorové sušenky
- Hevva cake, koláč s rozinkami
- Saffron bun, pečivo s rozinkami nebo rybízem, ochucená šafránem, skořicí a muškátovým oříškem
- Yarg, polotvrdý sýr podávaný v kopřivových listech

## Příklady cornwallských nápojů
Příklady cornwallských nápojů:
- Pivo, v Cornwallu je několik pivovarů
- Cider
- Víno, v Cornwallu je malá produkce vína
- Medovina
- Cream tea, čaj podávaný s malými kousky nadýchaného pečiva (scones), s džemem a s clotted cream